# Le Bleymard
Le Bleymard là một xã trong vùng Occitanie, thuộc tỉnh Lozère, quận Mende, tổng Le Bleymard. Tọa độ địa lý của xã là 44° 29' vĩ độ bắc, 03° 44' kinh độ đông. Le Bleymard có điểm thấp nhất là 1.037 mét và điểm cao nhất là 1.482 mét. Xã có diện tích 16,36 km², dân số vào thời điểm 1999 là 446 người; mật độ dân số là 27 người/km².

## Thông tin nhân khẩu
| 1936 | 1946 | 1954 | 1962 | 1968 | 1975 | 1982 | 1990 | 1999 |
| ---- | ---- | ---- | ---- | ---- | ---- | ---- | ---- | ---- |
| 448  | 493  | 336  | 324  | 295  | 358  | 434  | 440  | 446  |